# 遠征打撃群

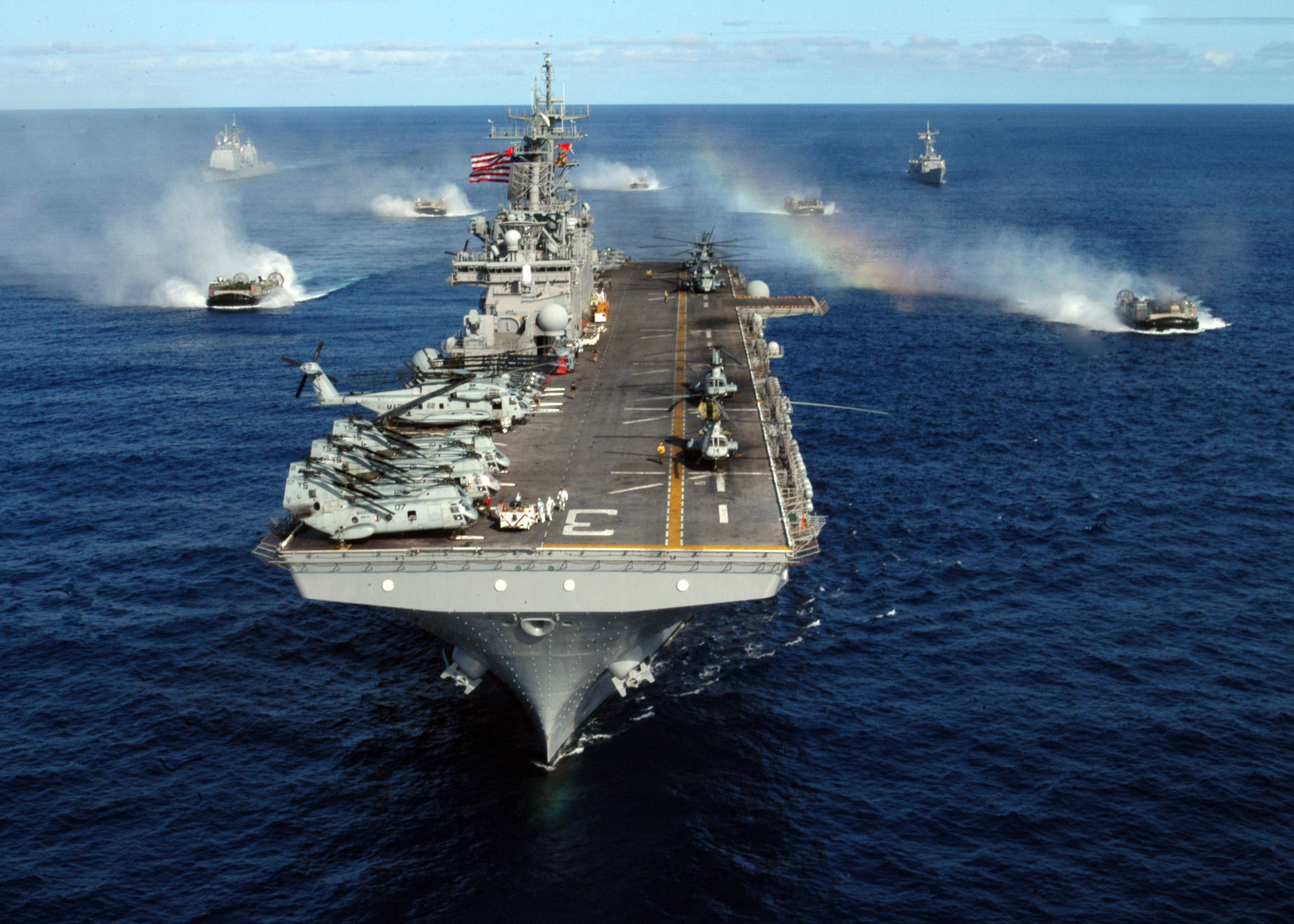
キアサージ遠征打撃群

遠征打撃群（えんせいだげきぐん、英語: Expeditionary strike group, ESG）は、アメリカ海軍の戦闘部隊の1つ。通常、揚陸艦3隻と水上戦闘艦3隻、潜水艦1隻、および揚陸艦に乗艦した海兵遠征部隊（MEU）により編制される。
ESGは、空母打撃群（CSG）を用いるほどではない軽度な作戦において、その代替として独立運用されており、即応性が高く攻守にバランスが取れていることから、CSGより使い勝手が良い部隊編成であると評されることもある。また必要に応じてCSGと組み合わされて、大規模な遠征打撃部隊（Expeditionary Strike Force, ESF）を編成することもできる。

## 来歴
アメリカ海軍の編制では、強襲揚陸艦（LHA・LHD）とドック型輸送揚陸艦（LPD）、ドック型揚陸艦（LSD）各1隻の計3隻によって水陸両用戦隊 (PHIBRON) が組織されている。冷戦終結後は、これに海兵遠征部隊（MEU）を乗艦させて両用即応群（ARG）を編成し、必要に応じて世界中に展開するほか、特に太平洋と地中海では6か月交代で常時洋上待機する体制が整備された。
しかしARGは揚陸艦と海兵隊のみによる部隊であるため、海兵隊への火力支援や対水上打撃能力に問題があった。必要に応じて空母戦闘群（CVBG）の援護を受ける想定ではあったものの、特に冷戦後には低強度紛争や戦争以外の軍事作戦が多発するようになったため、いちいちARGとCVBGをあわせて派遣するよりは、ARGを中核として戦闘艦を随伴させるほうが効率的であると考えられるようになった。
これに応じて構想されたのがESGであり、海軍・海兵隊は、2002年よりその編成についての検討に着手した。最初の部隊である第1遠征部隊群（ESG-1）は2003年より配備された。

## 編成

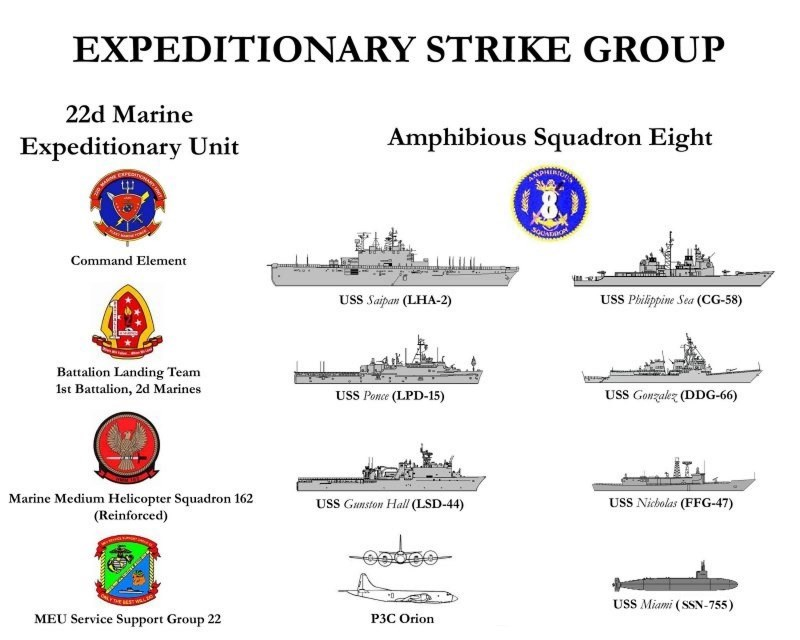
ESGの編成例

ESGは、従来のARGの編制に加えて、水上戦闘艦3隻からなる水上戦闘群（SAG）、そして攻撃型原子力潜水艦（SSN）によって編成される。また乗艦するMEUは、特殊作戦能力を備えたMEU(SOC)となる。「Strike」という言葉が表しているように、従来のARGが揚陸艦と揚陸部隊からなる両用戦部隊だったのに対し、ESGではCSGにも匹敵しうる戦闘艦を編成に含んでおり、よりハイエンドな状況にも対応できる各種戦能力を備えている。

### 指揮系統
従来のARGではPHIBRON指揮官（海軍大佐）とMEU指揮官（海兵隊大佐）が同格で、「水陸両用作戦に関する統合ドクトリン」に基づき、上級指揮官からの指示がない限りは両者で協議して指揮していた。ESGでもこの方式を継承する場合もあるが、自身の幕僚を従えた海軍下級少将または海兵隊准将を専任の指揮官とするほうが望ましいとされる。
ESGの指揮統制にあたっては、CSGなど海軍部隊で一般的な複合戦指揮官（CWC）のドクトリンと、上記の「水陸両用作戦に関する統合ドクトリン」に基づく被支援・支援関係とが組み合わされて用いられているため、特に最上級にあたる戦術指揮官 (OTC) と海上戦闘指揮官（SCC）の負担増大が問題視されている。すなわち、OTCは海軍部隊と海兵隊部隊という2つの組織構造を管理する必要があり、またSCCは、CWCドクトリンと被支援・支援関係ドクトリンのどちらに従うかで、運用する戦力の配分方法が大きく異なってくるのである。海軍と海兵隊の連携強化が進められるのに伴い、ESG以外にもCWCドクトリンにおける海兵隊の位置付けが問題になる状況が増えてきたこともあって、2017年に策定された「係争環境における沿海域作戦」（LOCE）コンセプトでは、MEUを含むMAGTF指揮官を「遠征戦指揮官」としてCWCドクトリンに組み込むことも提案された。

### 部隊構成
ESGの主役となるのが、揚陸艦に乗艦した海兵遠征部隊（MEU）である。これは1個歩兵大隊に砲兵中隊や軽装甲偵察中隊などを編入した大隊上陸チーム（BLT）を地上戦闘部隊（Ground combat element, GCE）として、これを輸送・支援するための航空戦闘部隊（Aviation combat element, ACE）、およびこれらのための後方支援部隊（Logistics combat element, LCE）などから構成される、2,300名規模の海兵空地任務部隊（MAGTF）である。
MEUを収容する必要上、PHIBRONの編制はおおむね画一的で、上記の通り、LHAまたはLHDを中核として、LPDとLSDを各1隻ずつ含んでいる。LHA・LHDは航空運用能力と指揮統制能力、LPDは兵員・資機材の搭載能力、LSDは上陸用舟艇の搭載能力において、それぞれ他の艦よりも優れている。一方、水上戦闘艦についてはミサイル巡洋艦（CG）1隻とミサイル駆逐艦（DDG）2隻を基本とするが、制約があるわけではなく、CSGと同様に、展開している間に予想される脅威、役割及び任務に基づき柔軟に決定される。2017年からは、護衛艦を62口径127mm単装砲（Mk.45 mod.4）搭載のアーレイ・バーク級ミサイル駆逐艦フライトIIAに絞るとともに、ACEの戦闘機をF-35Bに更新した「火力強化型ESG」（Up-Gunned ESG）の編成も試みられているほか、オーストラリア海軍のフリゲートの参加も試みられた。

MEUの戦闘部隊
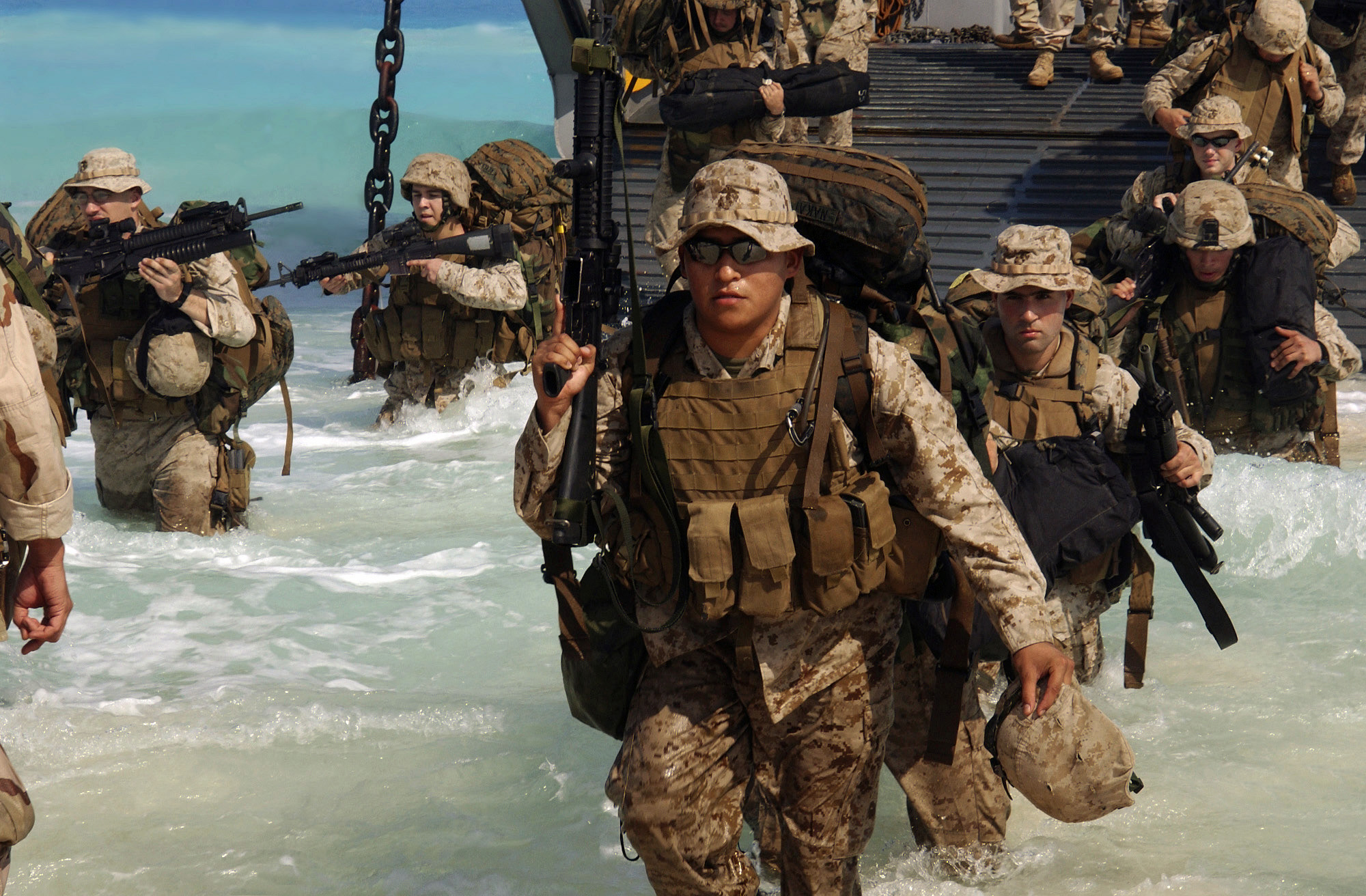
舟艇より上陸する海兵隊員
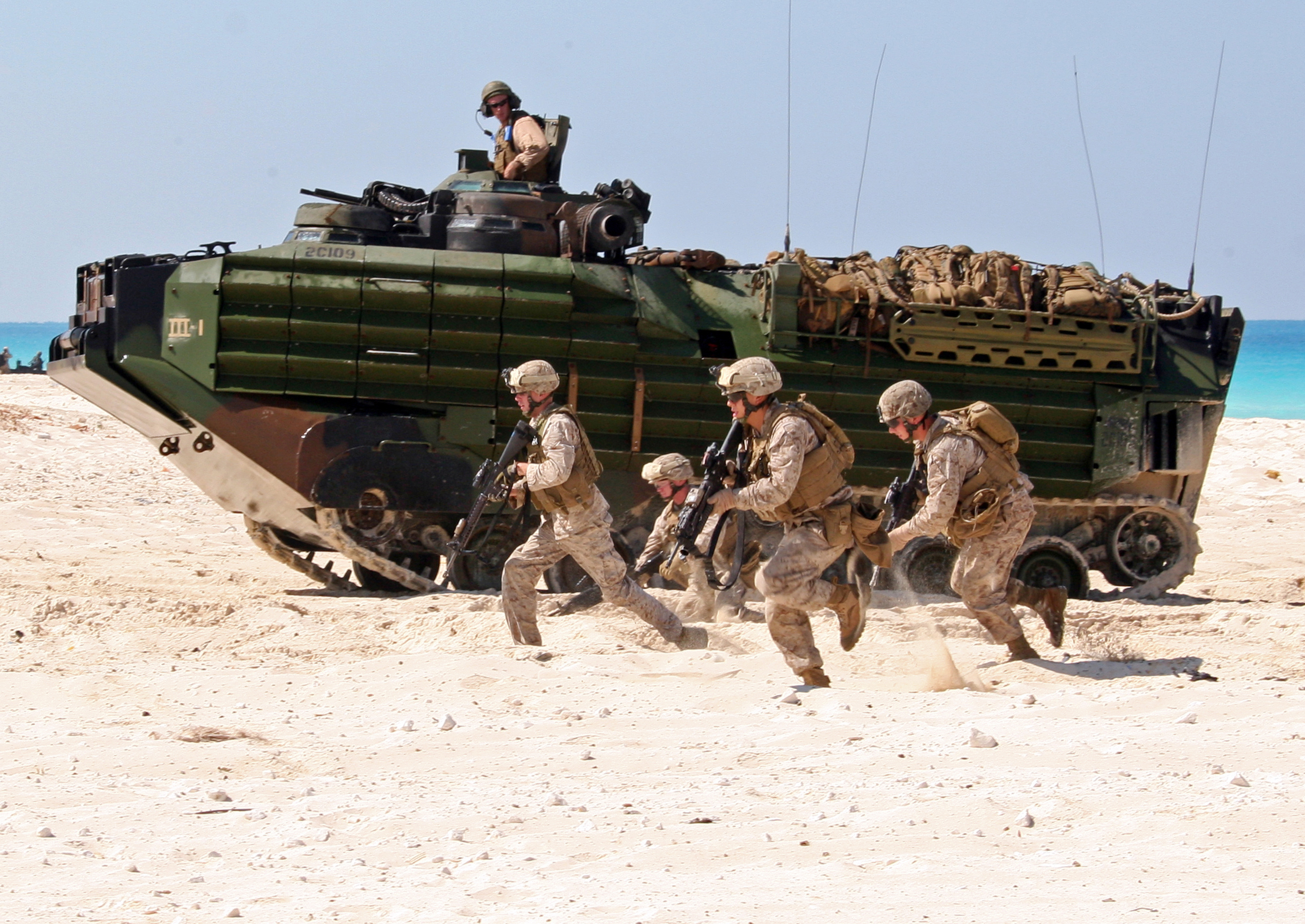
AAV7水陸両用装甲車とともに前進する海兵隊員
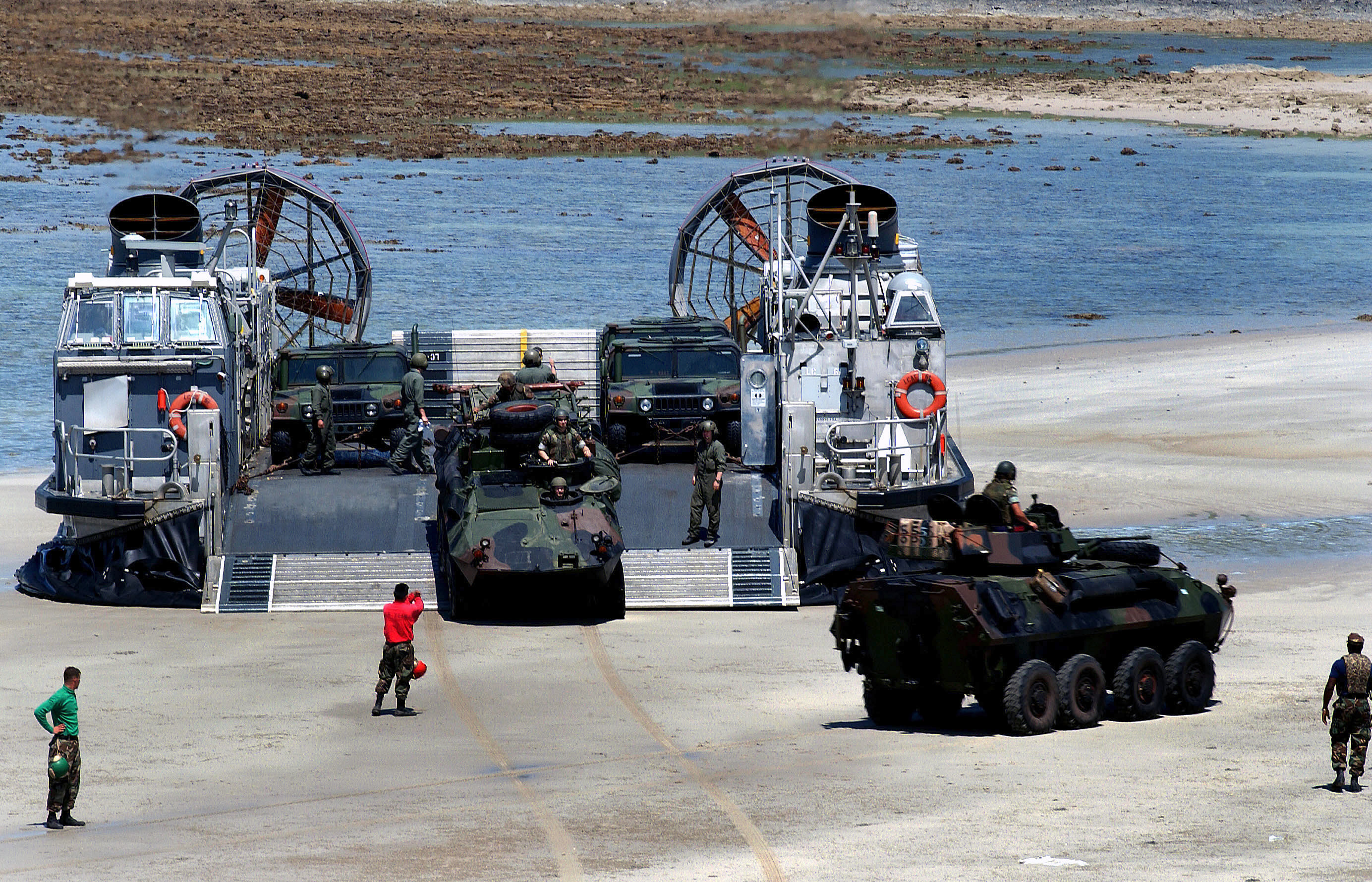
LCACより上陸するLAV装輪装甲車
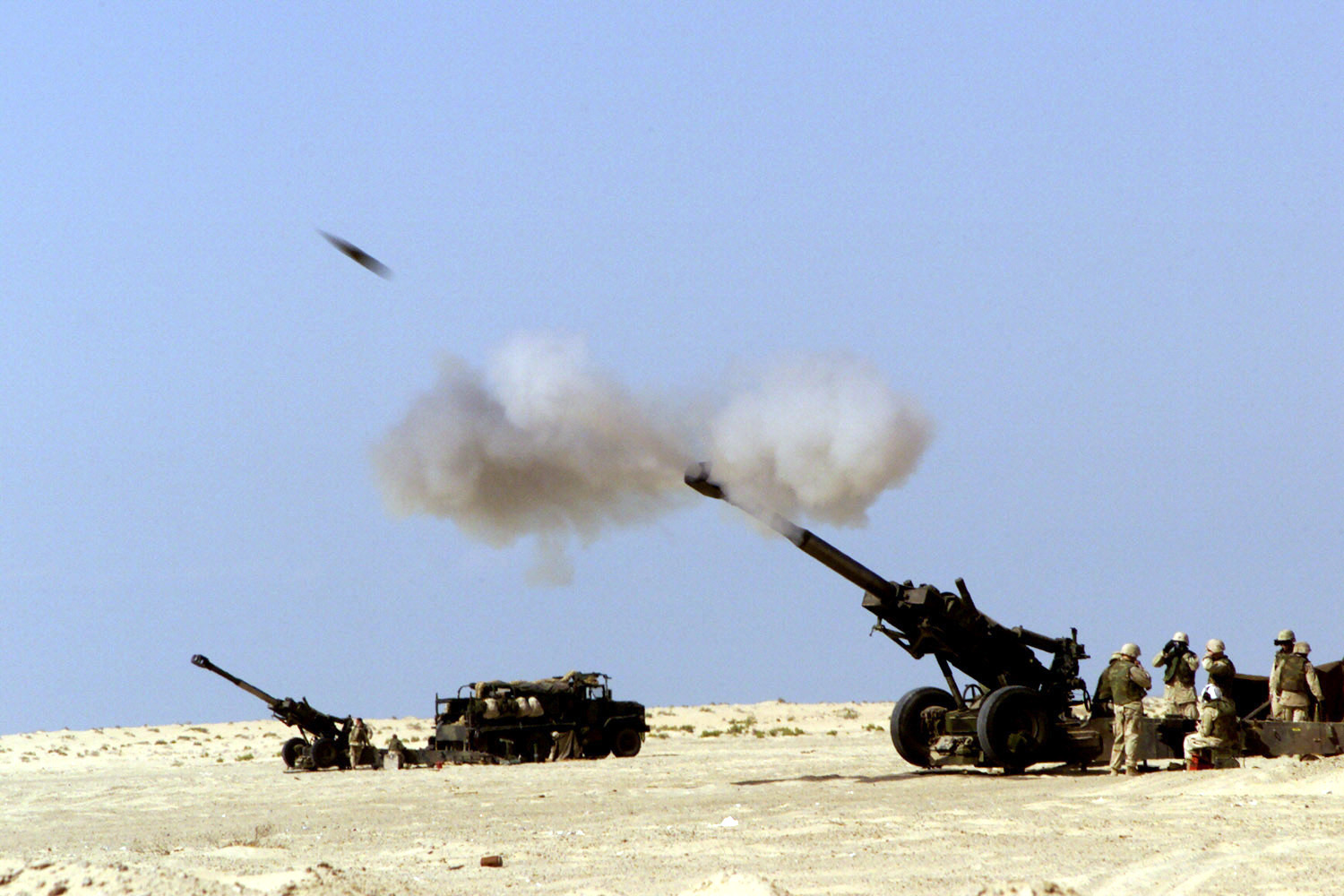
M777 155mm榴弾砲の射撃シーン。
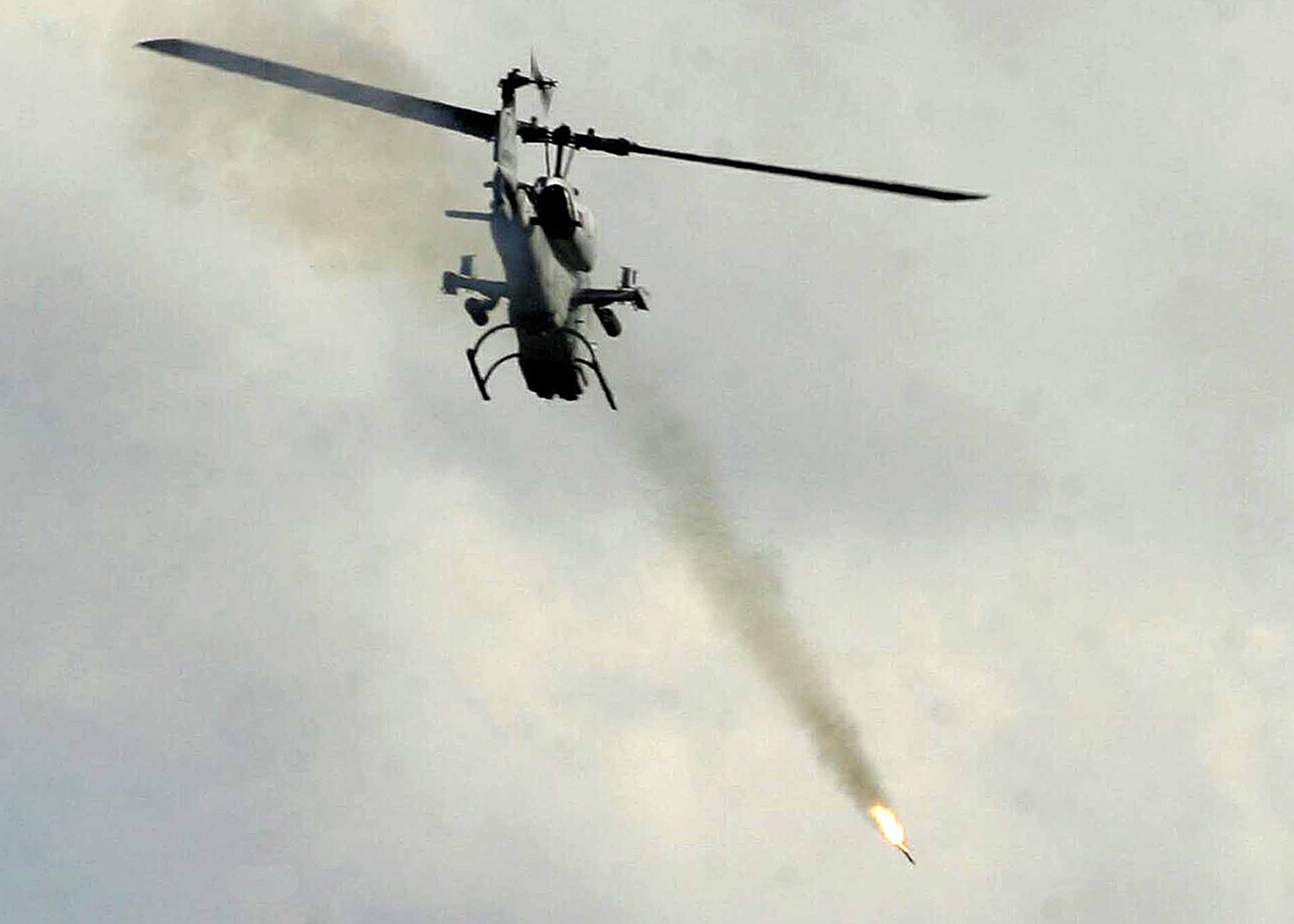
ロケット弾を発射するAH-1W攻撃ヘリコプター
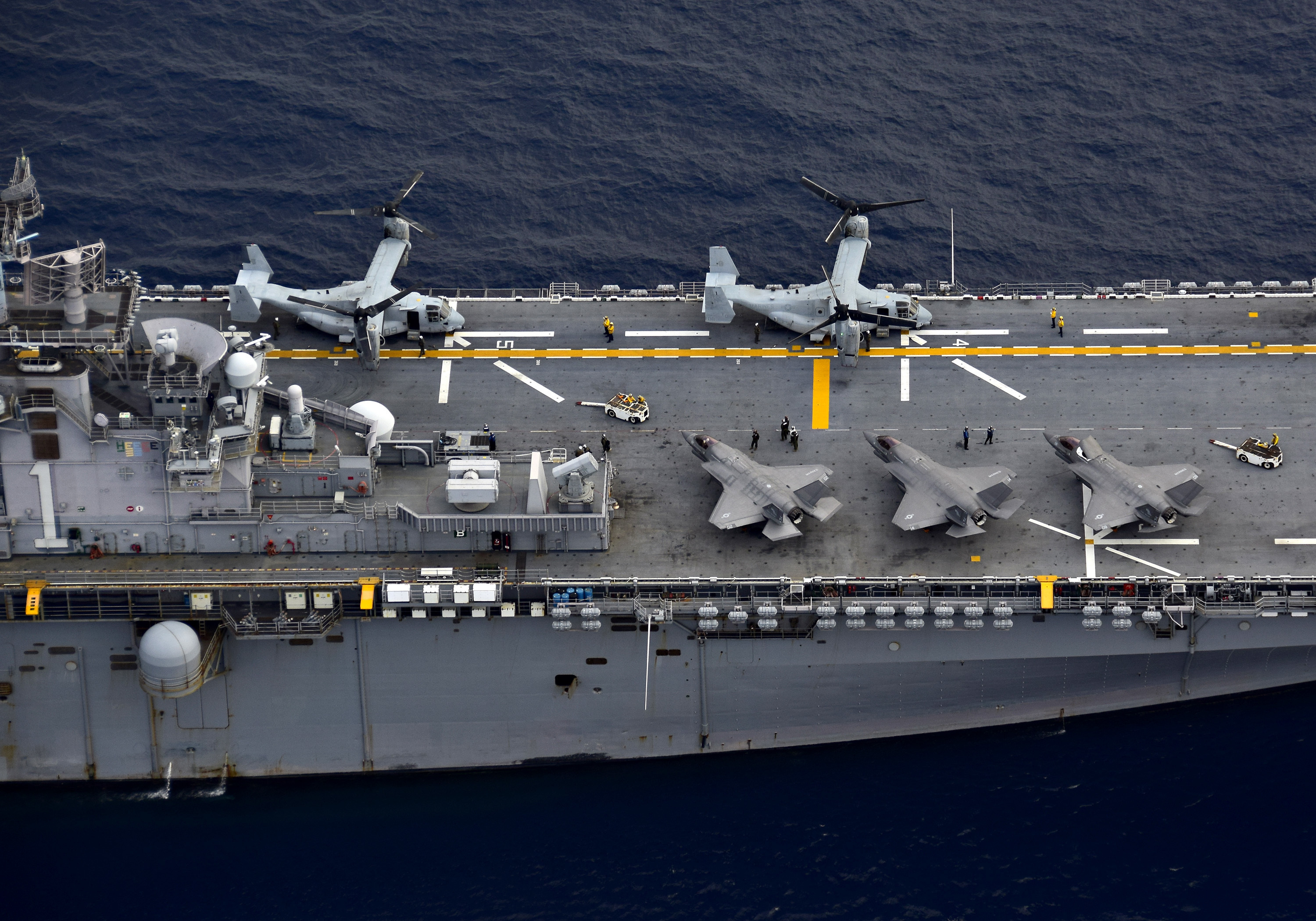
飛行甲板上のF-35B戦闘機とMV-22B輸送機

ESGの海軍艦艇
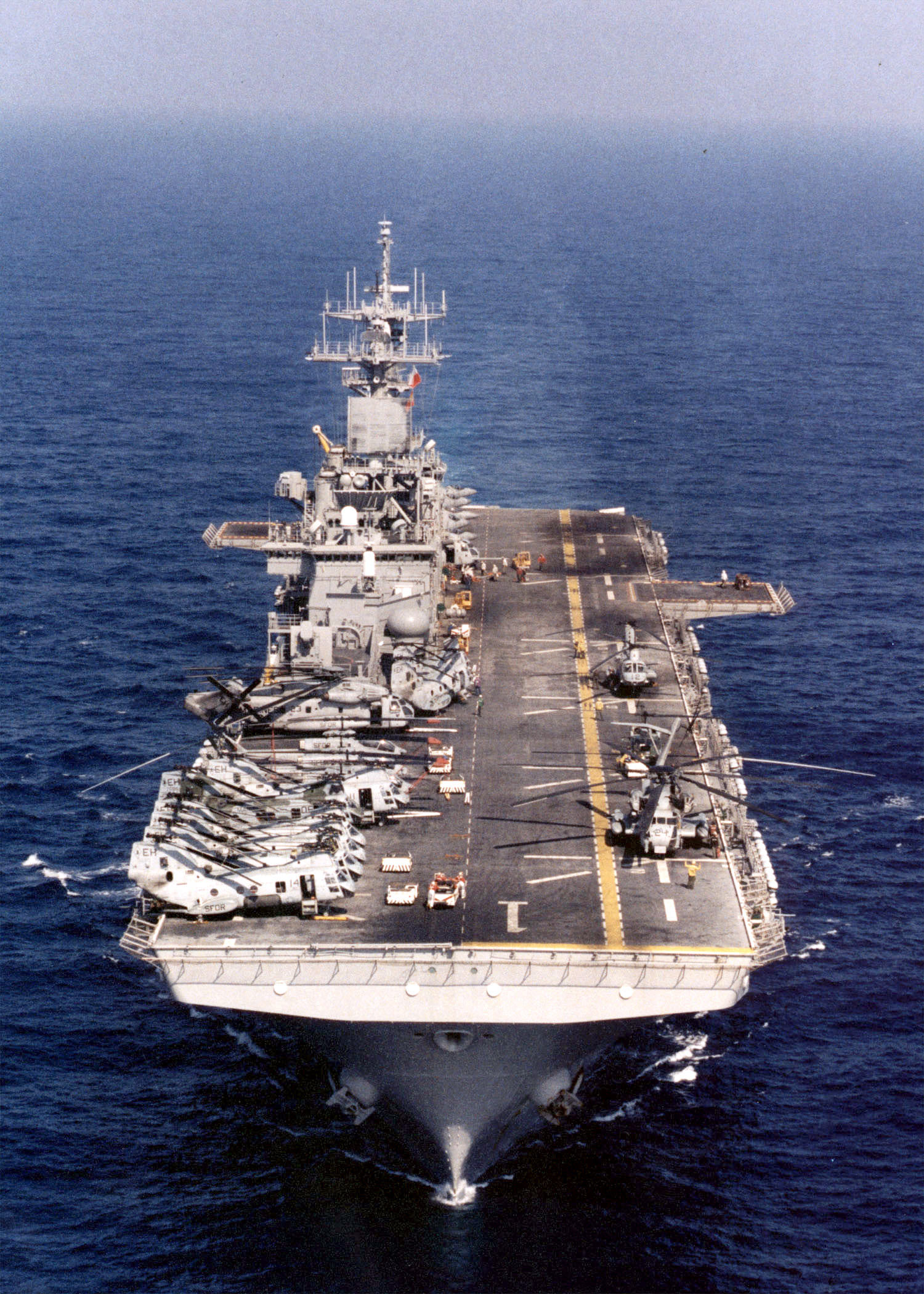
強襲揚陸艦「ワスプ」（LHD-1）
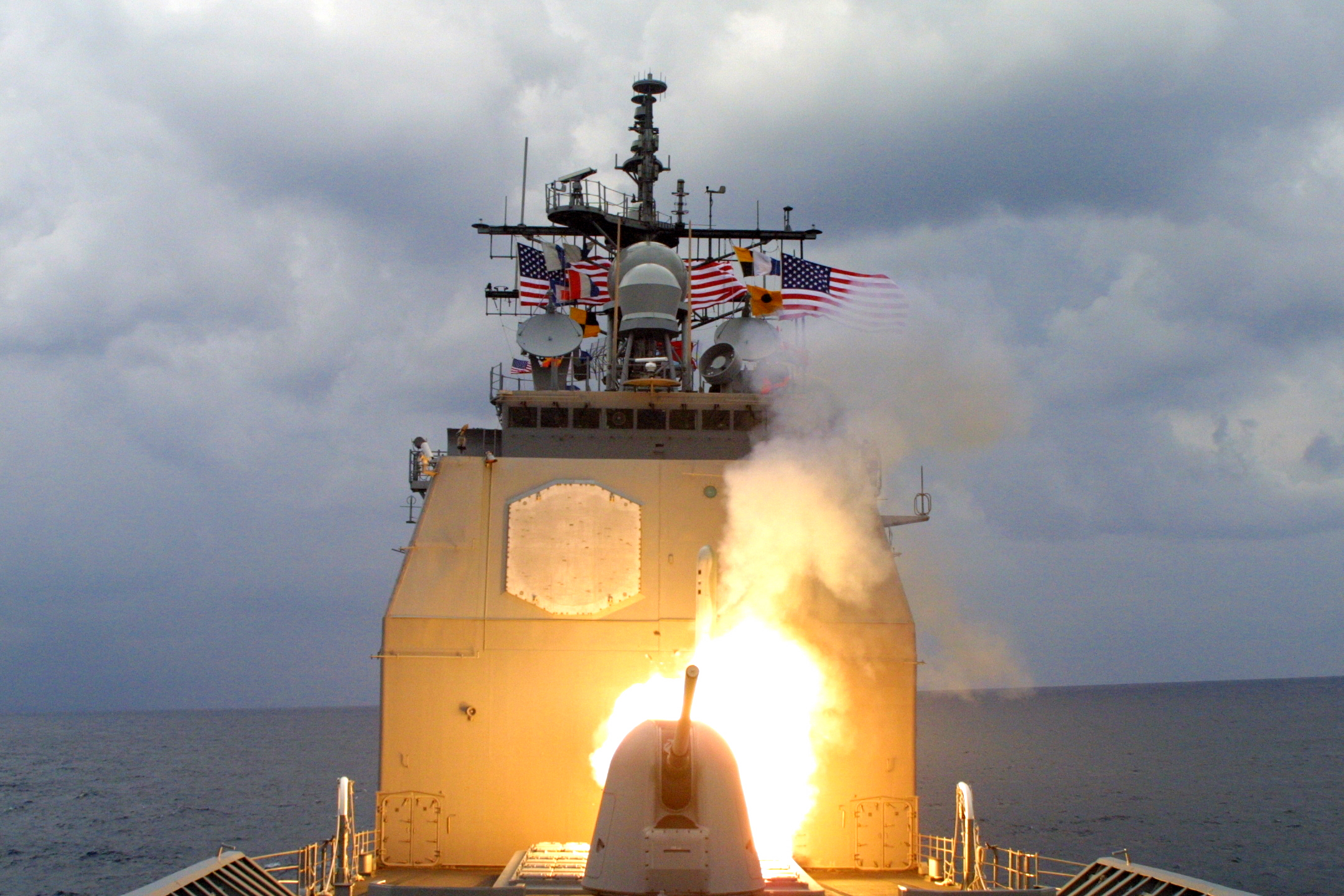
トマホークを発射するミサイル巡洋艦
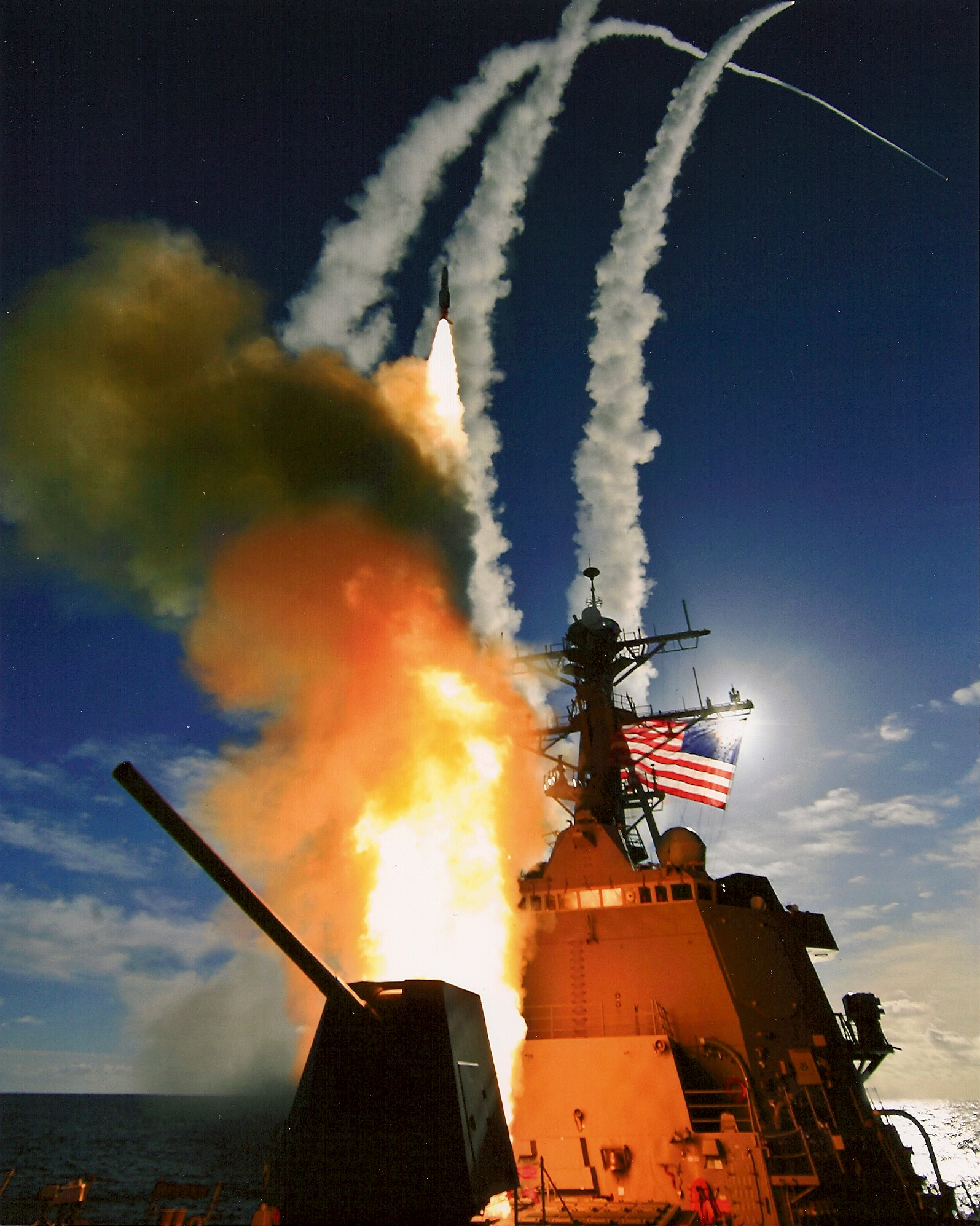
艦対空ミサイルを連続発射するミサイル駆逐艦

| 役割と所属数            | 艦級               | 主要武器システム                                                      | 艦載機                    | 上陸用舟艇 | 海兵隊  |
| ----------------------- | ------------------ | --------------------------------------------------------------------- | ------------------------- | ---------- | ------- |
| 揚陸艦（LHD/LHA）×1隻   | ワスプ級           | Mk.57 NSSMS, Mk.31 RAM GMWS, Mk.15 CIWS, Mk.38 MGS                    | 20機以上                  | LCAC×3     | 1,900名 |
| 揚陸艦（LHD/LHA）×1隻   | アメリカ級         | Mk.57 NSSMS, Mk.31 RAM GMWS, Mk.15 CIWS, Mk.38 MGS                    | 20機以上                  | [ 注 3 ]   | 1,900名 |
| 揚陸艦（LSD）×1隻       | W・アイランド級    | Mk.31 RAM GMWS, Mk.15 CIWS, Mk.38 MGS                                 | ヘリコプター甲板のみ      | LCAC×4     | 500名   |
| 揚陸艦（LSD）×1隻       | H・フェリー級      | Mk.31 RAM GMWS, Mk.15 CIWS, Mk.38 MGS                                 | ヘリコプター甲板のみ      | LCAC×2     | 500名   |
| 揚陸艦（LPD） ×1隻      | サン・アントニオ級 | Mk.31 RAM GMWS, Mk.15 CIWS, Mk.46 MGS                                 | MV-22B×2機                | LCAC×2     | 700名   |
| 防空中枢艦（CG）×0－1隻 | タイコンデロガ級   | Mk.37 TWS, Mk.7 AWS, Mk.41 VLS (122セル), Mk 45 5インチ砲, Mk.32 SVTT | LAMPS Mk.III (MH-60R×2機) | なし       | なし    |
| 防空艦（DDG）×1－2隻    | アーレイ・バーク級 | Mk.37 TWS, Mk.7 AWS, Mk.41 VLS (90/96セル), Mk.34 GWS, Mk.32 SVTT     | LAMPS Mk.III (MH-60R×2機) | なし       | なし    |
| 攻撃型潜水艦（SSN）×1隻 | ロサンゼルス級     | Mk.36 TWS, 各種魚雷・機雷 (Mk.48 ADCAP, Mk.60 CAPTORなど)             | なし                      | なし       | なし    |
| 攻撃型潜水艦（SSN）×1隻 | シーウルフ級       | Mk.36 TWS, 各種魚雷・機雷 (Mk.48 ADCAP, Mk.60 CAPTORなど)             | なし                      | なし       | なし    |
| 攻撃型潜水艦（SSN）×1隻 | バージニア級       | Mk.36 TWS, 各種魚雷・機雷 (Mk.48 ADCAP, Mk.60 CAPTORなど)             | なし                      | なし       | なし    |